# Кондрашовка (Харьковская область)
Кондрашовка (укр. Кіндрашівка) — село, Кондрашовский сельский совет, Купянский район,
Харьковская область, Украина.
Код КОАТУУ — 6323783001. Небольшой поселок с довоенным населением более 800 человек.
Является административным центром Кондрашовского сельского совета.

## Географическое положение
Село Кондрашовка находится на расстоянии в 3 км от реки Купянка и в 8-х км от реки Оскол. По селу протекает пересыхающий ручей с запрудами.
На расстоянии в 1 км расположены сёла Малая Шапковка, Тищенковка и Радьковка.
Рядом проходит автомобильная дорога Т-2109.
На расстоянии в 2 км находится железнодорожная станция Снежная.

## История
- 1789 — дата основания.
- В ходе вторжения России на территорию Украины было захвачено ВС РФ.
- 11 сентября 2022 года в результате контрнаступления ВСУ в Харьковской области вернулось под контроль Украины.[2]

## Экономика
- ЗАО, Агрофирма «8 Марта».
- Купянская сортоопытная станция Харьковского государственного центра экспертизы сортов растений.

## Объекты социальной сферы
- Дом культуры.

## Достопримечательности
- Братская могила советских воинов. Похоронено 48 воинов.